# Ulaski Gostomskie
Ulaski Gostomskie – wieś w Polsce położona w województwie mazowieckim, w powiecie grójeckim, w gminie Mogielnica, nad Pilicą.

## Zmienność administracyjna
Do 1954 roku stanowiły odległą eksklawę gminy Klwów (powiat opoczyński, województwo kieleckie), wciśniętą między województwami łódzkim (powiat rawski, gmina Góra) a warszawskim (powiat grójecki, gmina Borowe). Ponadto, eksklawę od województwa kieleckiego i powiatu opoczyńskiego oddzielało pasmo gminy Potworów (Waliska) należącej do powiatu radomskiego.
1 października 1954 Ulaski Gostomskie włączono do woj. łódzkiego i utworzonej tam gromady Pobiedna w powiecie rawskim.
29 lutego 1956 Ulaski Gostomskie włączono do gromady Michałowice w powiecie grójeckim w woj. warszawskim.
Tak więc w okresie 1,5 roku Ulaski Gostomskie znajdowałay się w trzech różnych województwach (kieleckie, łódzkie, warszawskie) i powiatach (opoczyński, rawski, grójecki).
Ponadto w latach 1975–1998 miejscowość administracyjnie należała do województwa radomskiego.